# Ostpakistan
| Basisdaten                                                                                 | Basisdaten             |
| ------------------------------------------------------------------------------------------ | ---------------------- |
| Hauptstadt:                                                                                | Dhaka                  |
| Status:                                                                                    | Provinzialstaat        |
| Fläche:                                                                                    | 147.570 km²            |
| Einwohnerzahl:                                                                             | 1951: ca. 42 Millionen |
| Zeitzone:                                                                                  | GMT+5                  |
| Sprachen:                                                                                  | Bengalisch, Urdu       |
| Karte                                                                                      |                        |
| Ostpakistan (heutiges Bangladesch) Lage West- und Ostpakistans (bis 1971) innerhalb Asiens |                        |

Ostpakistan (bengalisch পূর্ব পাকিস্তান‎ – Pūrba Pākistān; Urdu مشرقی پاکستان – Mashriqī Pākistān) war ein Provinzialstaat von Pakistan mit der Hauptstadt Dhaka, der von 1955 bis 1971 existierte. Er nahm den östlichen Teil der historischen Region der Bengalen ein, der 1947 aufgrund der muslimischen Bevölkerungsmehrheit bei der Teilung Britisch-Indiens zum östlichen Landesteil Pakistans wurde. Im Jahr 1971 erlangte Ostpakistan infolge des Bangladesch-Krieges unter dem Namen Bangladesch seine Unabhängigkeit.

## Geschichte
Bei der Teilung Britisch-Indiens 1947 wurde das Gebiet des östlichen Teils der historischen Region der Bengalen als Ost-Bengalen zum östlichen Landesteil Pakistans, was von Beginn an mit Spannungen zwischen den weit auseinander liegenden Staatsteilen behaftet war. Mit der neuen Verfassung wurde im Rahmen der One-Unit-Politik aus der Provinz Ost-Bengalen am 14. Oktober 1955 Ostpakistan als ein Provinzialstaat von Pakistan mit weitgehender Autonomie gegründet. In dieser ersten Verfassung Pakistans wurden Urdu und Bengalisch beide zu Nationalsprachen Pakistans erklärt.
Erster Chief Minister war Abu Hussain Sarkar, der bereits Chief Minister von Ost-Bengalen gewesen war. Ihm folgte 1956 Ataur Rahman Khan, ebenfalls Mitglied der Awami-Liga. Unbeständige politische Zustände führten am 27. Oktober 1958 zum ersten Militärputsch unter General Muhammed Ayub Khan und damit zu einem Wendepunkt in der Geschichte des Landes. Ataur Rahman Khan wurde abgesetzt und das Kriegsrecht verhängt. Seitdem bestimmten Militärdiktaturen immer wieder die Geschicke Pakistans. Auf das Regime Ayub Khan folgte 1969 die Regierung des Generals Agha Muhammad Yahya Khan.
Die große Entfernung zwischen den beiden Landesteilen West- und Ostpakistan erschwerte auch in der Folge nicht nur die staatliche und wirtschaftliche Organisation, sondern auch die Entstehung einer gemeinsamen nationalen Identität. Die Zentralregierung im westpakistanischen Karatschi, ab 1958 dann in der eigens für den neuen Staat gegründeten Hauptstadt Islamabad, benachteiligte nach dem Eindruck der Bewohner das entfernte Ostpakistan sowohl bei der Verteilung staatlicher Gelder als auch bei der Vergabe führender Stellen in Verwaltung und Streitkräften. Dabei entfielen Anfang der 1950er Jahre nur 37 Prozent der Gesamtbevölkerung auf Westpakistan.
Die separatistische Awami-Liga hatte schon 1954 die Muslimliga als stärkste politische Kraft in Ostpakistan abgelöst. Zum Teil beeinflusst durch die verheerenden Auswirkungen des über 200.000 Menschenleben fordernden Zyklons im November 1970, in dessen Zusammenhang Islamabad mangelnde Katastrophenhilfe vorgeworfen wurde, gewann die bengalisch-nationalistische Awami-Liga unter Führung von Mujibur Rahman bei den Wahlen am 7. Dezember 1970 fast alle ostpakistanischen Wahlkreise und damit auch die absolute Mehrheit im gesamtpakistanischen Parlament. In der Folge erklärte Präsident Muhammad Yahya Khan die Wahl für ungültig, woraufhin es in Ostpakistan zu einem Generalstreik kam. Islamabad antwortete darauf, indem es die Awami-Liga verbot und deren Führer gefangen nahm. Die Unruhen wurden mit militärischen Mitteln blutig niedergeschlagen, wobei 200.000 Zivilisten getötet und mehr als 6 Millionen Bengalen vertrieben wurden. Die Entwicklung gipfelte im Völkermord in Ostpakistan und im ostpakistanischen Unabhängigkeitskrieg, der durch die Intervention Indiens beendet wurde und im Dezember 1971 die Unabhängigkeitserklärung von Ostpakistan als Bangladesch ermöglichte. Während dieser Ereignisse standen die Vereinigten Staaten hinter Islamabad und warnten Neu-Delhi vor einer Einmischung.